# Роберт Блум
Роберт Блум (на немски: Robert Blum) е германски политик по време на Мартенската революция от 1848 г. Преди революцията е амбулантен търговец и по-късно театрален секретар.
Блум е член на първия демократично избран парламент на Германия – Франкфуртското национално събрание. В него Блум държи речи за създаването на немска национална държава с републиканска конституция.
Във втората фаза на революцията той взима участие в защитата на Виена, след което е екзекутиран.